# Goldberger András
Goldberger András (Kolozsvár, 1922. augusztus 13. – ?) kémikus, kémiai szakíró.

## Életútja
Szülővárosa kereskedelmi középiskolájában érettségizett (1942), egyetemi tanulmányait a Bolyai Tudományegyetem vegyészeti karán végezte el (1950). A kolozsvári Ipari Építkezési Tröszt munkatársa 1950-től, közben öt évig a Kolozsvári Műegyetem kutatója (1954–59).
Felszeghy Ödönnel és Dezső Ervinnel együtt lefordította R. Zwiebel és S. Abramovici A beton (1956) című elméleti és gyakorlati útmutatóját. Aurel Ianceu építészmérnök társával együtt eljárást dolgozott ki az egeresi porszénhamu felhasználására könnyű betonból készült falazóelemek gyártásához. A módszer részletes leírását románul a Kolozsvári Műszaki Egyetem 1958-ban megjelent évkönyve közölte, ez jelent meg magyarul a budapesti Építőanyag-kutató Intézet számára.